# لسلیواتا
لسلیواتا (به لاتین: Lesliewatta) یک منطقهٔ مسکونی در سری‌لانکا است که در استان مرکزی (سری‌لانکا) واقع شده‌است.